# Kronach
Kronach város Németországban, azon belül Bajorországban. Lakosainak száma 16 924 fő (2023. december 31.).

## Fekvése
Bayreuthtől északnyugatra fekvő település.

### Városrészei
a településnek 67 része van. Között találhatjuk:
| - Bernsroth - Birkach - Blumau - Dennach - Dörfles - Fischbach - Friesen | - Gehülz - Entmannsdorf - Breitenloh - Brand - Zollbrunn - Glosberg - Gundelsdorf | - Höfles - Kestel - Knellendorf - Kreuzberg - Kronach - Krugsberg - Neuses | - Ruppen - Seelabach - Seelach - Stübental - Vogtendorf - Vonz - Wötzelsdorf - Ziegelerden |

## Leírása
A város három folyó: a Rodach, a Kronach és a Hasslach összefolyásánál keletkezett. A 14-16. század között helyenként kettős, néhol pedig hármas fallal vették körül, melyek közül a bástya és kaputornyos fal fenn is maradt.
Az óváros megőrizte középkorias jellegét, az utcákat szép fagerendás vagy kőházak szegélyezik.
Az ezeréves város fölött áll Veste Rosenberg, egész Németország legnagyobb középkori erődítménye. 1120-tól 1760-ig épült, közben többször átalakították. A 380 méter magas dombot az erőd föld alatti járatai szelik át. Gótikus öreg tornya (Bergfried) és várkápolnája (Burgkapelle) belülről is megtekinthető.  A vár egyik szárnyában található a városi múzeum (Städtisches Museum) Egészen az erődítmény dombjáig kinyúló magas szikla tetején épült meg a kronachi plébániatemplom (Pfarrkirche St. Johannes).

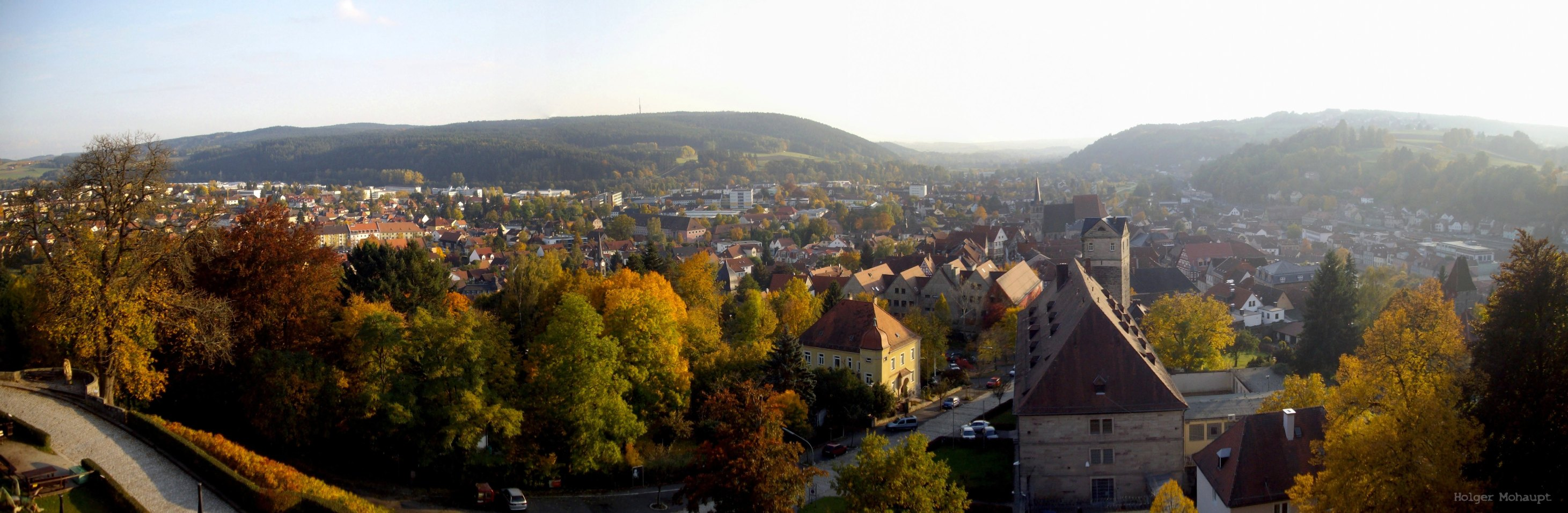

## Története
1122 és 1802/03 között a Bambergi Hercegpüspökséghez (Hochstift Bamberg) tartozott.

## Nevezetességek

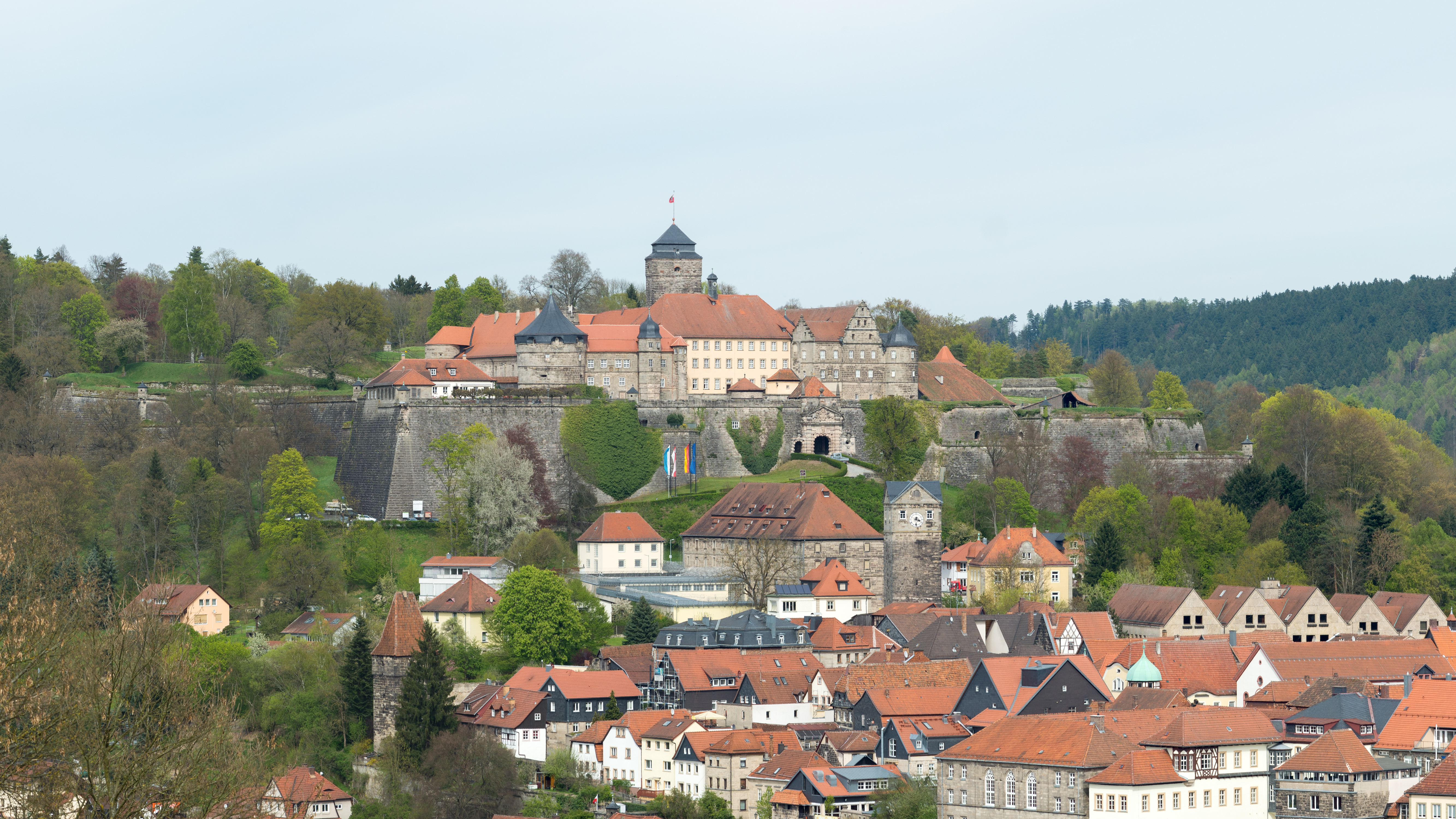

- Veste Rosenberg - középkori erődítmény
- Városháza (Rathaus)
- Szent Anna kolostortemplom - 1515-ben szentelték fel, majd 1671-72-ben barokk stílusban átalakították
- Kolostor - egyik szárnyában a környék helytörténeti múzeum-a van.
- Schützenfest - Évente, augusztus közepén megrendezésre kerülő lövészünnep

## Itt születtek, itt éltek
- Lucas Cranach (Kronach, 1472- ) - német festő
- Lucas Cranach - német festő, az előbbi fia
- 1947-től haláláig itt élt Rajk Endre (1899–1960) nyilaskeresztes politikus, Rajk László testvére

## Galéria

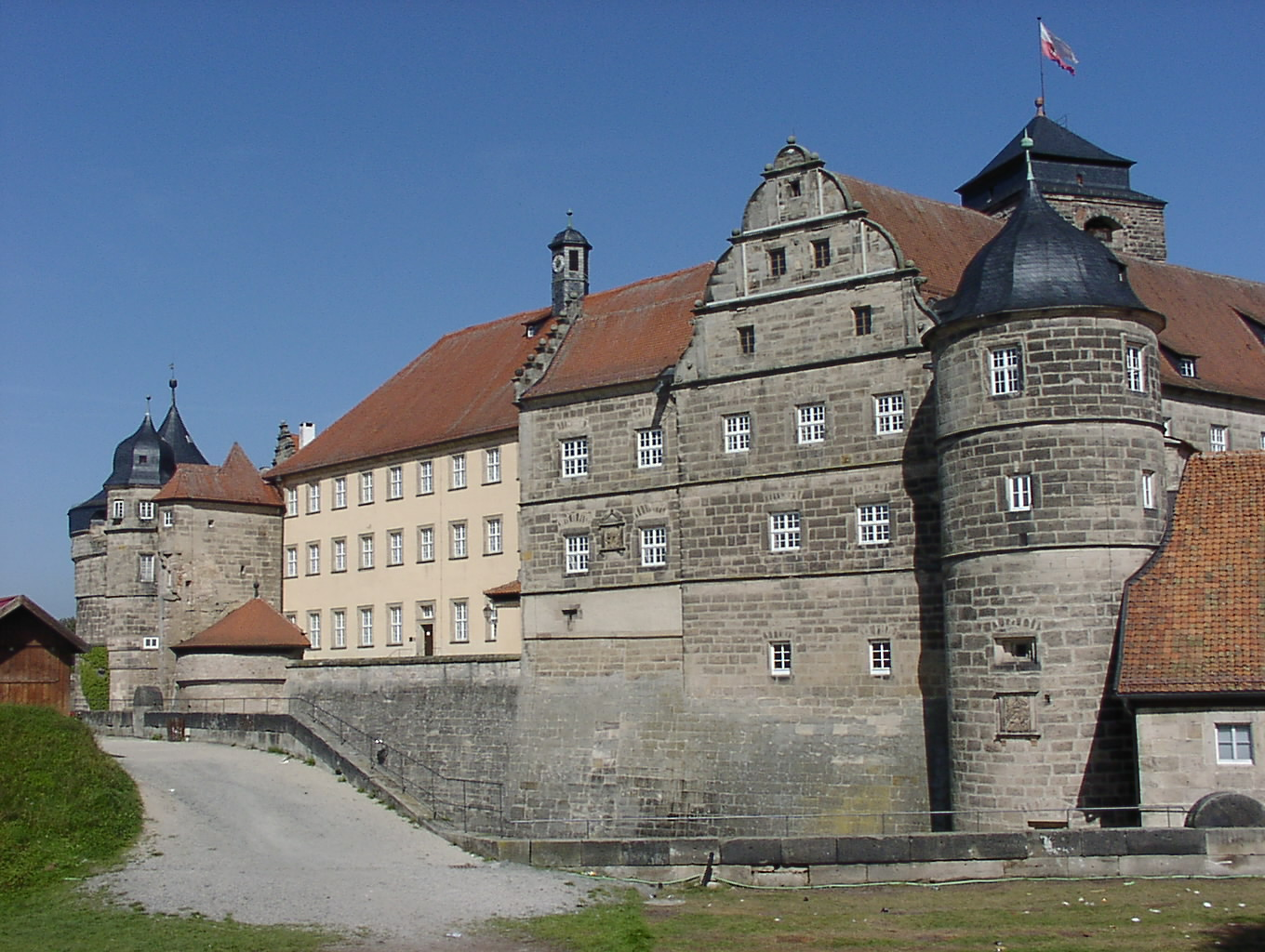
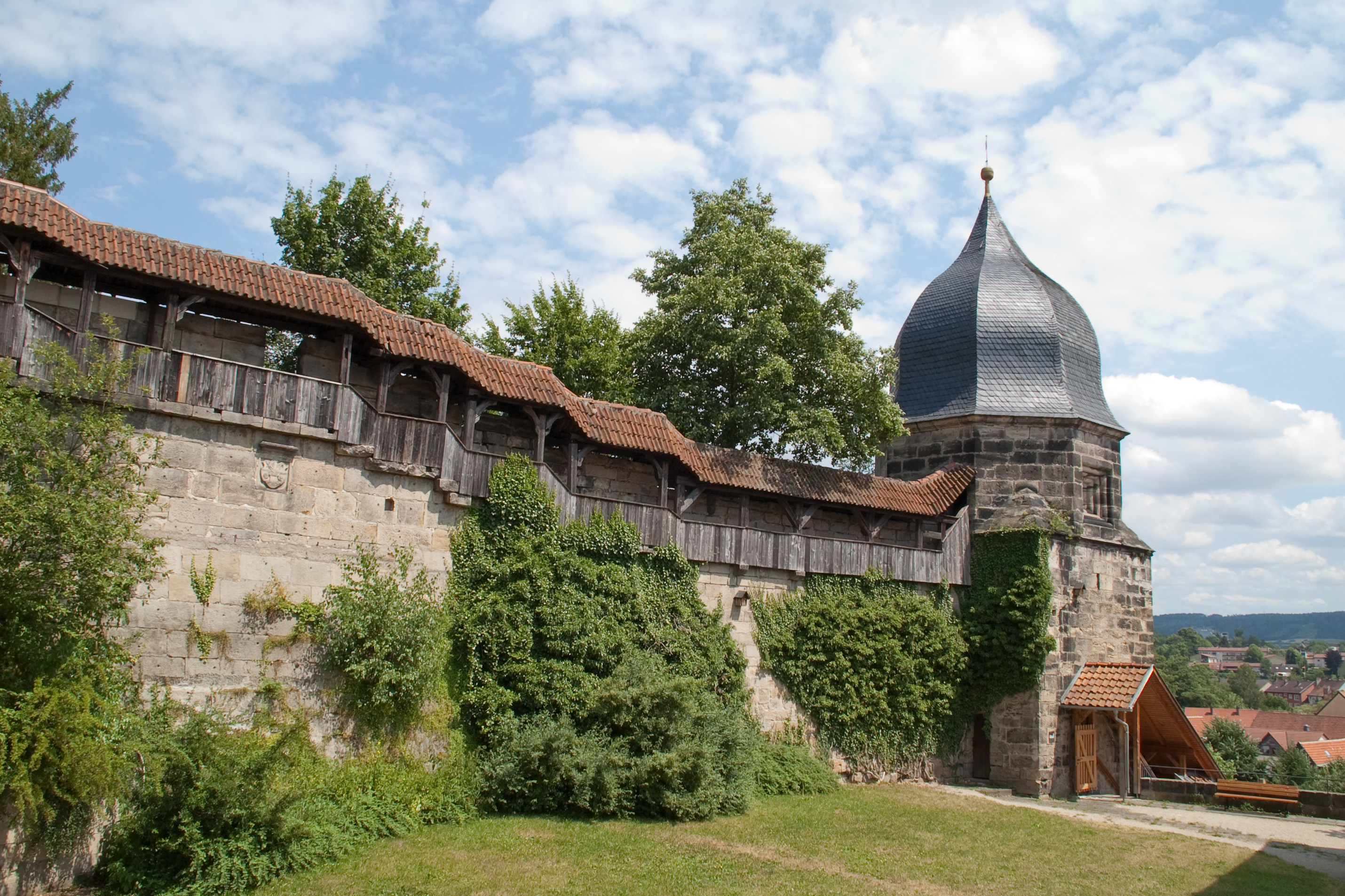
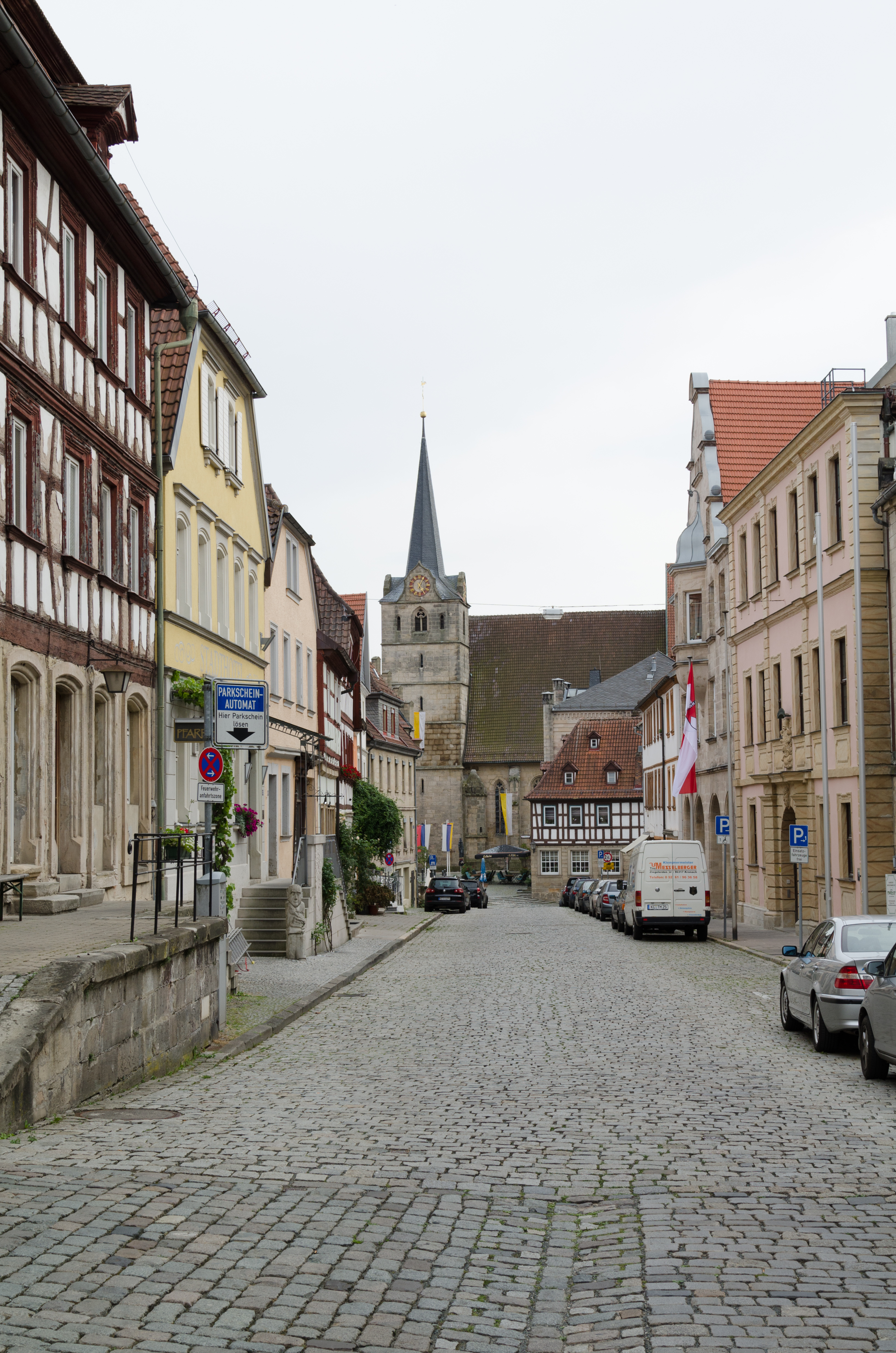
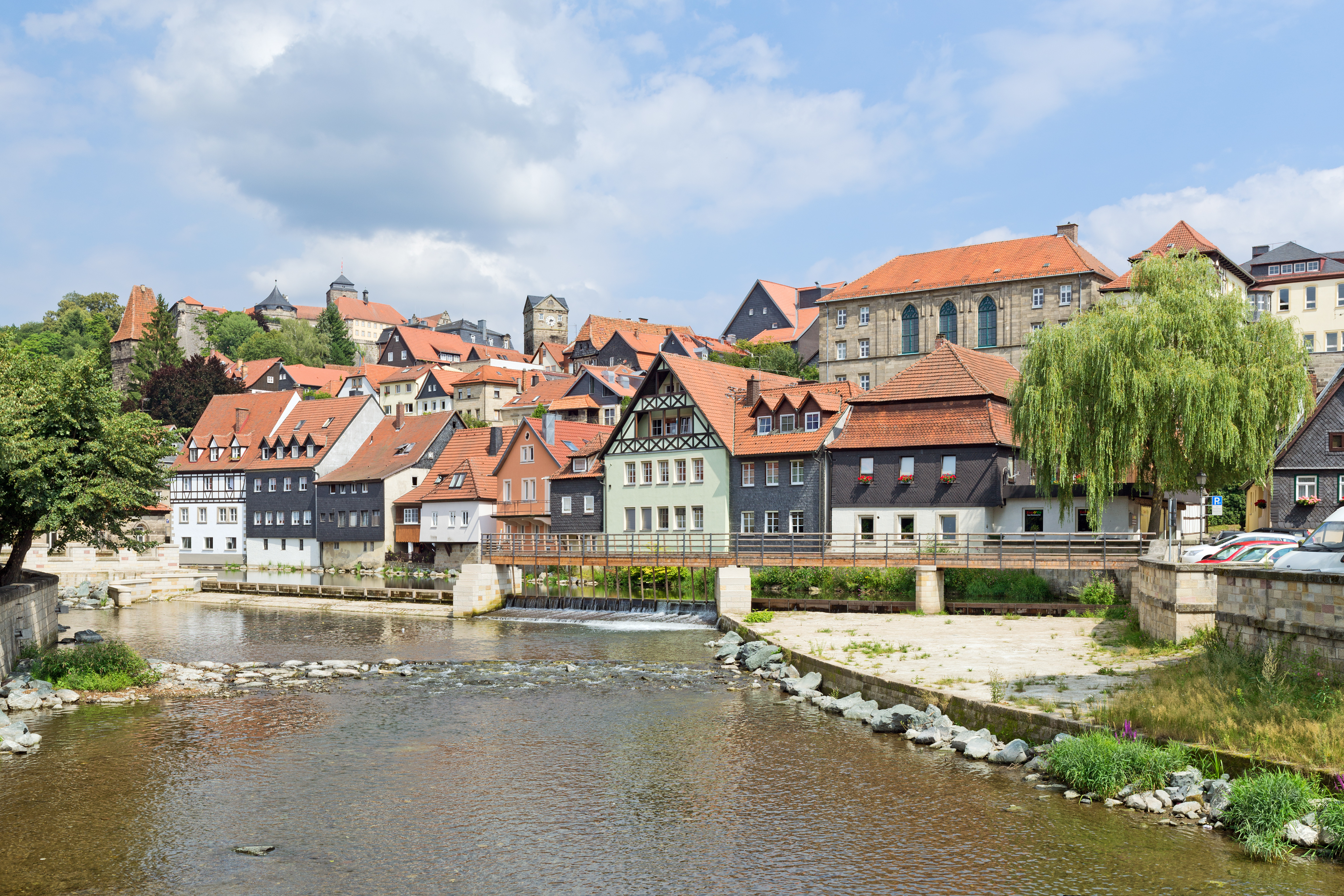
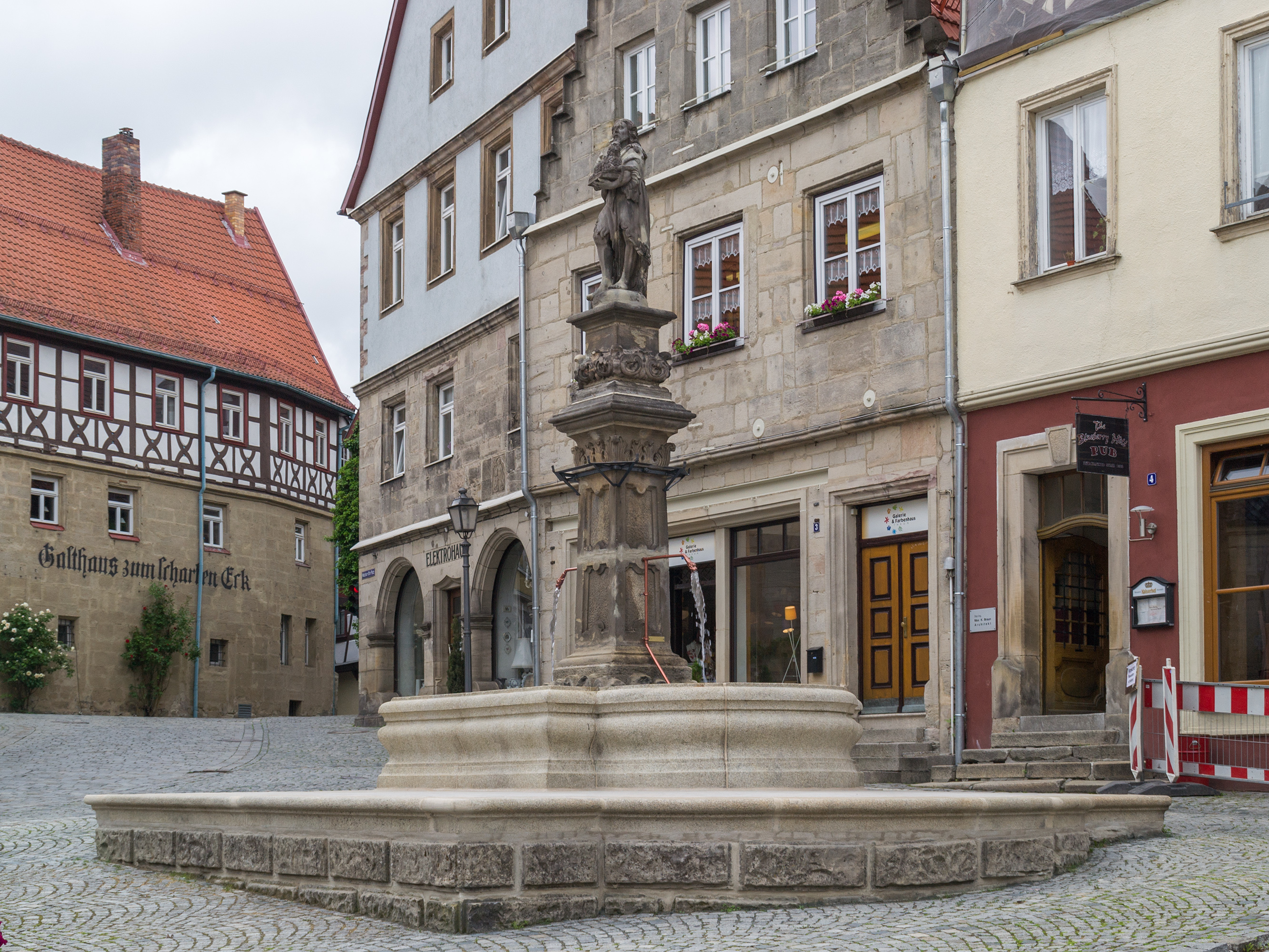
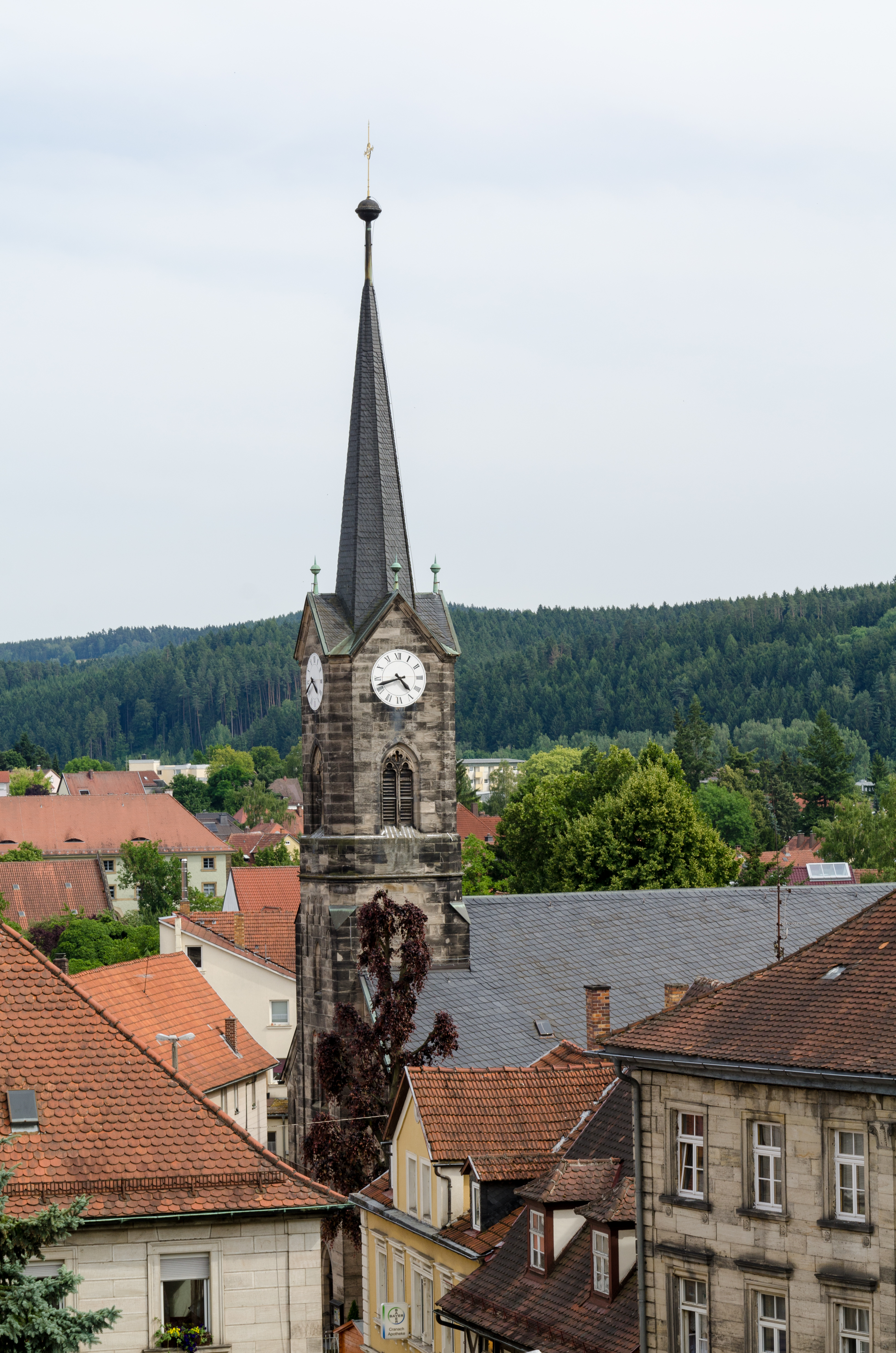
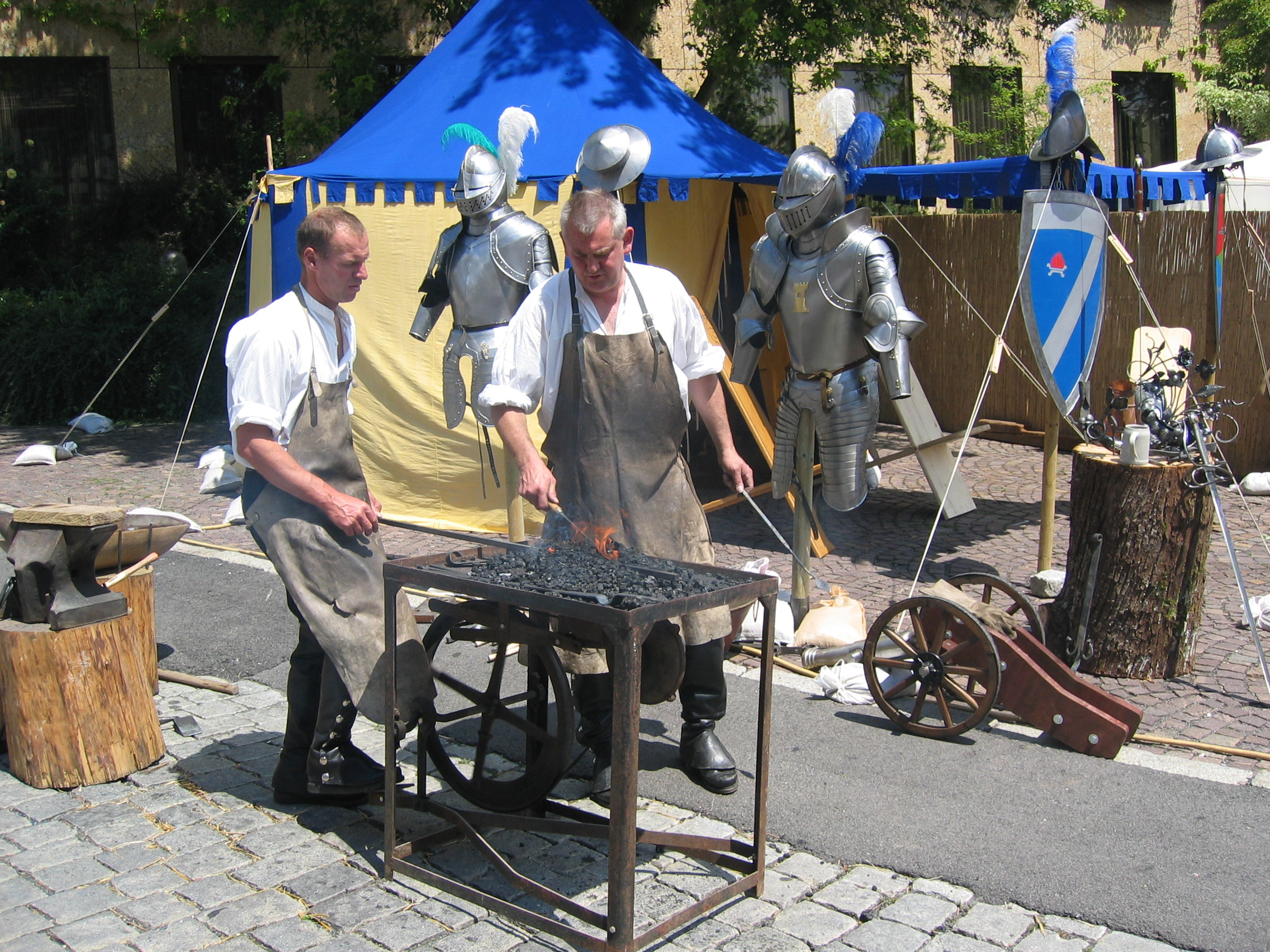
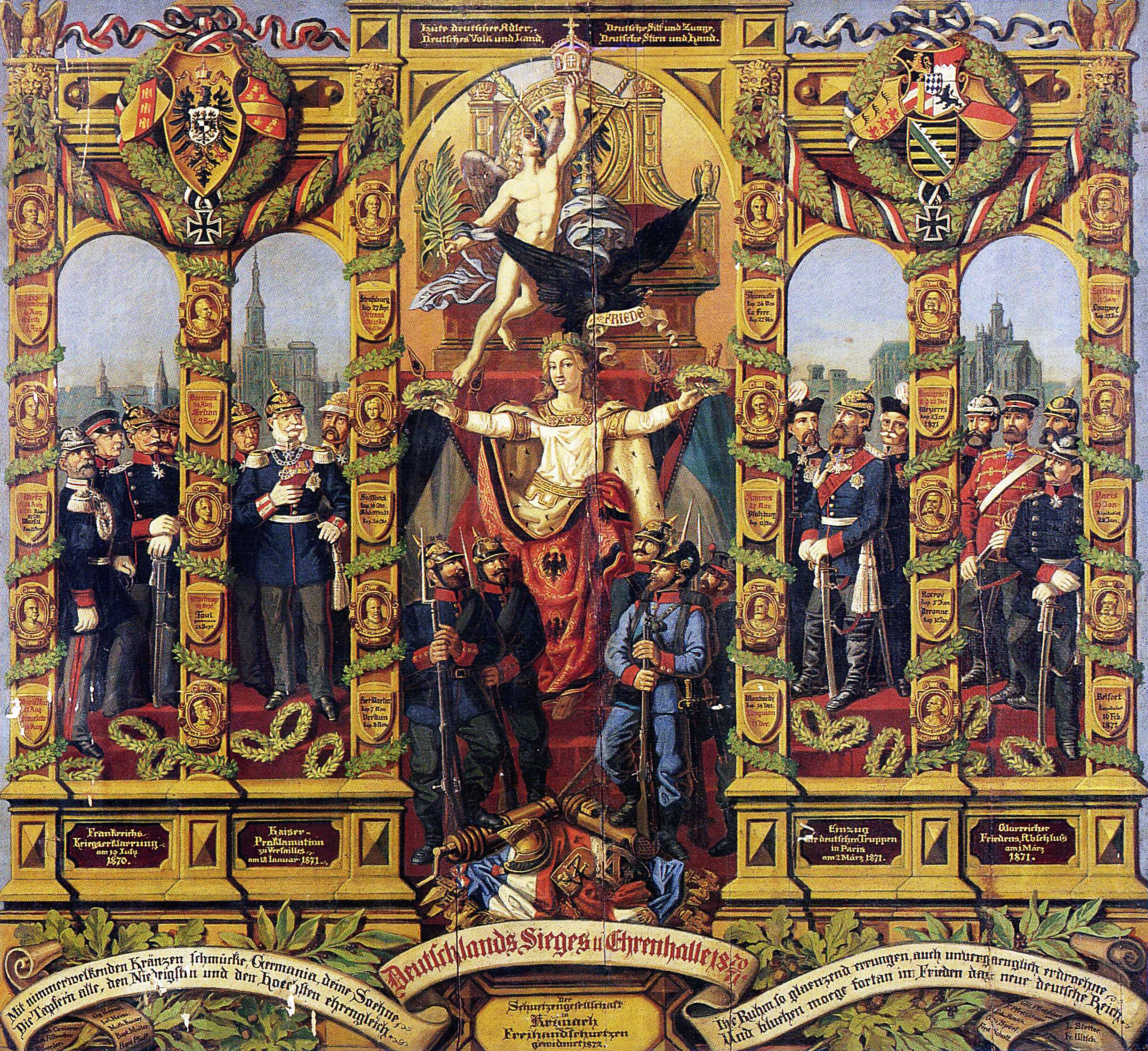
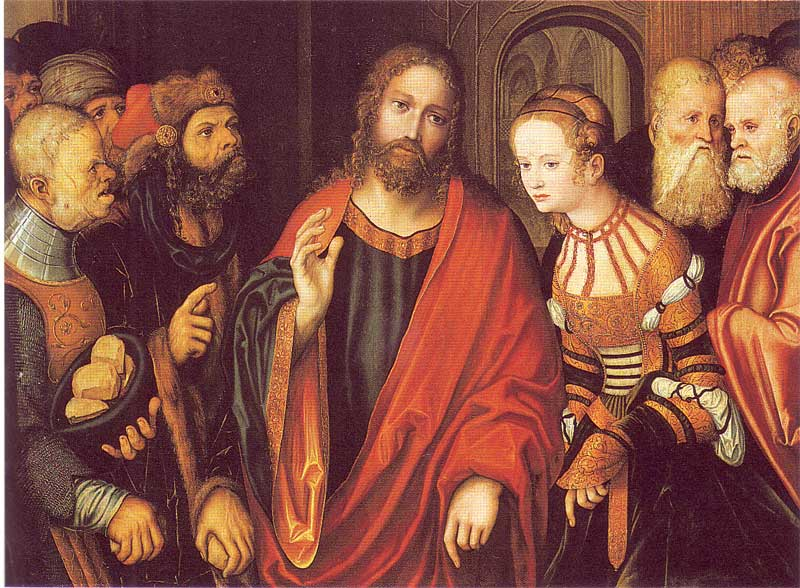

## Népesség
A település népessége az elmúlt években az alábbi módon változott:
| Lakosok száma | 3992 | 9451 | 11 538 | 18 401 | 16 967 | 16 849 | 16 917 | 16 877 | 16 788 | 16 924 |
|               | 1875 | 1950 | 1975   | 1987   | 2012   | 2014   | 2016   | 2017   | 2021   | 2023   |